# Kalin Lindena
Kalin Lindena (* 1977 in Hannover) ist eine deutsche bildende Künstlerin und seit 2014 Hochschullehrerin an der Staatlichen Akademie der Bildenden Künste Karlsruhe.

## Leben
Kalin Lindena wuchs in Hannover auf und ging als Kind in die Kreativgruppen des dortigen Sprengel Museums. Sie begann ihre Karriere als Graffiti-Sprayerin in den Straßen von Braunschweig. Von 1997 bis 2004 studierte sie an der Hochschule für Bildende Künste Braunschweig bei Hartmut Neumann, Johannes Brus und Walter Dahn.
Lindena nutzt verschiedene Materialien wie Sprüh- und Ölfarbe, Aquarell und Buntstift, die sie auf unterschiedliche Bildträger aufbringt. Sie arbeitet mit Gemälden, Installationen und Kunstaktionen, Fotografie und Video. Ihre Skulpturen und Wandarbeiten setzt sie aus vorgefundenen Objekten und selbst gestalteten Elementen zusammen. „Ausgangspunkt ihrer Arbeiten sind oft Textfragmente aus Musikstücken, die sie in ihre Arbeiten integriert.“
Seit 2014 ist sie Professorin an der Staatlichen Akademie der Bildenden Künste Karlsruhe im Fachbereichs Malerei/Grafik. Sie lebt und arbeitet in Karlsruhe und Berlin.
Werke von ihr befinden sich u. a. in der Sammlung Grässlin.

## Ausstellungen (Auswahl)
Einzelausstellungen
- 1999/2000: „Wandarbeit“, Galerie Montparnasse, Berlin
- 2001: „4th Time Around“, Studiogalerie des Kunstvereins Braunschweig
- 2002: „Wir nennen einen Berg nach dir“, Galerie Christian Nagel, Berlin.
- 2003: „Alles und immer“, Wandmalereien, Basel (Projekt der Nordtangente-Kunsttangente)
- 2003: „Sunburned and Snowblind Kalin Lindena / Andreas Gehlen“, Simultanhalle, Köln
- 2008: „Die Wiederholung – Ein Gehtanz“, Kunstverein Heilbronn, Heilbronn
- 2008: „Stunde mehr als Hälfte“, Artothek Köln
- 2008: Oldenburger Kunstverein, Oldenburg
- 2009: „Names Bridges“, Cubitt, London
- 2009: Kunstverein Schwerte, zusammen mit Ann-Kristin Hamm, Schwerte
- 2009: Teilnahme in der Ausstellungsreihe „7 x 14“ der Staatliche Kunsthalle Baden-Baden, Baden-Baden
- 2009: „Ein Heutiger“, In Situ – fabienne leclerc, Paris
- 2010: „Kalin Lindena“, Sprengel Museum Hannover, Hannover.
- 2011: „Geleise, Du Schatten“, Kunststiftung Erich Hauser, Rottweil
- 2012: „Das Meer sich kämmt zur Reise wieder“, Städtische Galerie Nordhorn, Nordhorn
- 2014: „Kalin Lindena“, Kunstverein Reutlingen
- 2017: „Franz Ackermann & Kalin Lindena“, garage johnny guitar, Winden im Elztal
- 2017/18: „Als hättest Du den ewigen Umgang“, Mannheimer Kunstverein

Gruppenausstellungen
- 2009: Rhinegold: Art from Cologne, Tate Gallery, Liverpool[2]
- 2018: REICHTUM: SCHWARZ IST GOLD, Lehmbruck-Museum, Duisburg[6]

## Auszeichnungen
- 2005: Kunstpreis junger westen
- 2007: Art-Cologne-Preis für junge Kunst
- 2009: Villa-Romana-Preis[7]
- 2010: Sprengel-Preis für Bildende Kunst der Niedersächsischen Sparkassenstiftung
- 2011: Werkstattpreis der Kunststiftung Erich Hauser
- 2017: Kuratoriumspreis 2017 in der Kategorie „Plastik“ des Mannheimer Kunstvereins[8]